# Ócsa
Ócsa är en mindre stad i provinsen Pest i Ungern i distriktet Gyál. Ócsa hade år 2020 ett invånarantal på 9 543 invånare.

## Galleri

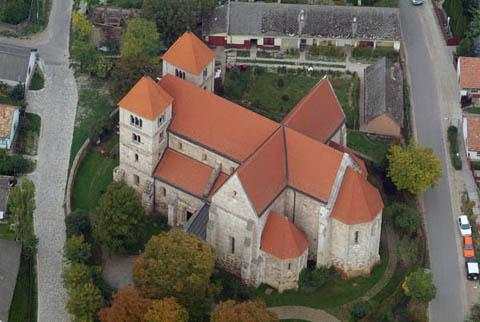
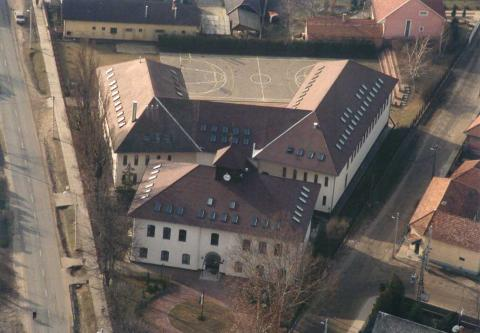
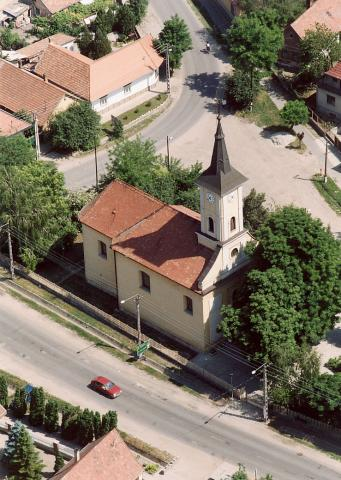
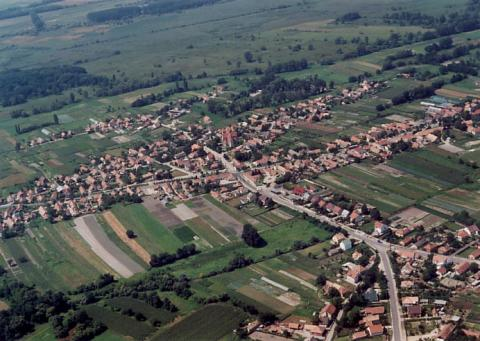